# Хаукилампи
Ха́укила́мпи (Хауки-лампи; фин. Haukilampi) — озеро на территории Лоймольского сельского поселения Суоярвского района Республики Карелия.

## Общие сведения
Площадь озера — 0,5 км². Располагается на высоте 176 метров над уровнем моря.
Форма озера продолговатая: вытянуто с севера на юг. Берега каменисто-песчаные, на севере и юге — заболоченные.
Из южной оконечности озера вытекает ручей без наименования, втекающий в залив Хаукилахти (фин. Haukilahti) озера Ала-Толваярви, из которого вытекает река Толвайоки, впадающая в озеро Виксинселькя, из которого, далее, через реку Койтайоки воды, протекая по территории Финляндии, в итоге попадают в Балтийское море.
По центру озера расположены два некрупных безымянных острова.
С юга и севера к озеро подходят труднопроходимые старые лесные дороги.
Название озера переводится с финского языка как «щучье лесное озеро».
Код объекта в государственном водном реестре — 01050000111102000011653.